# Latisternum simile
Latisternum simile är en skalbaggsart som beskrevs av Báguena och Stefan von Breuning 1958. Latisternum simile ingår i släktet Latisternum och familjen långhorningar. Inga underarter finns listade i Catalogue of Life.